# Christuskirche (Partenstein)

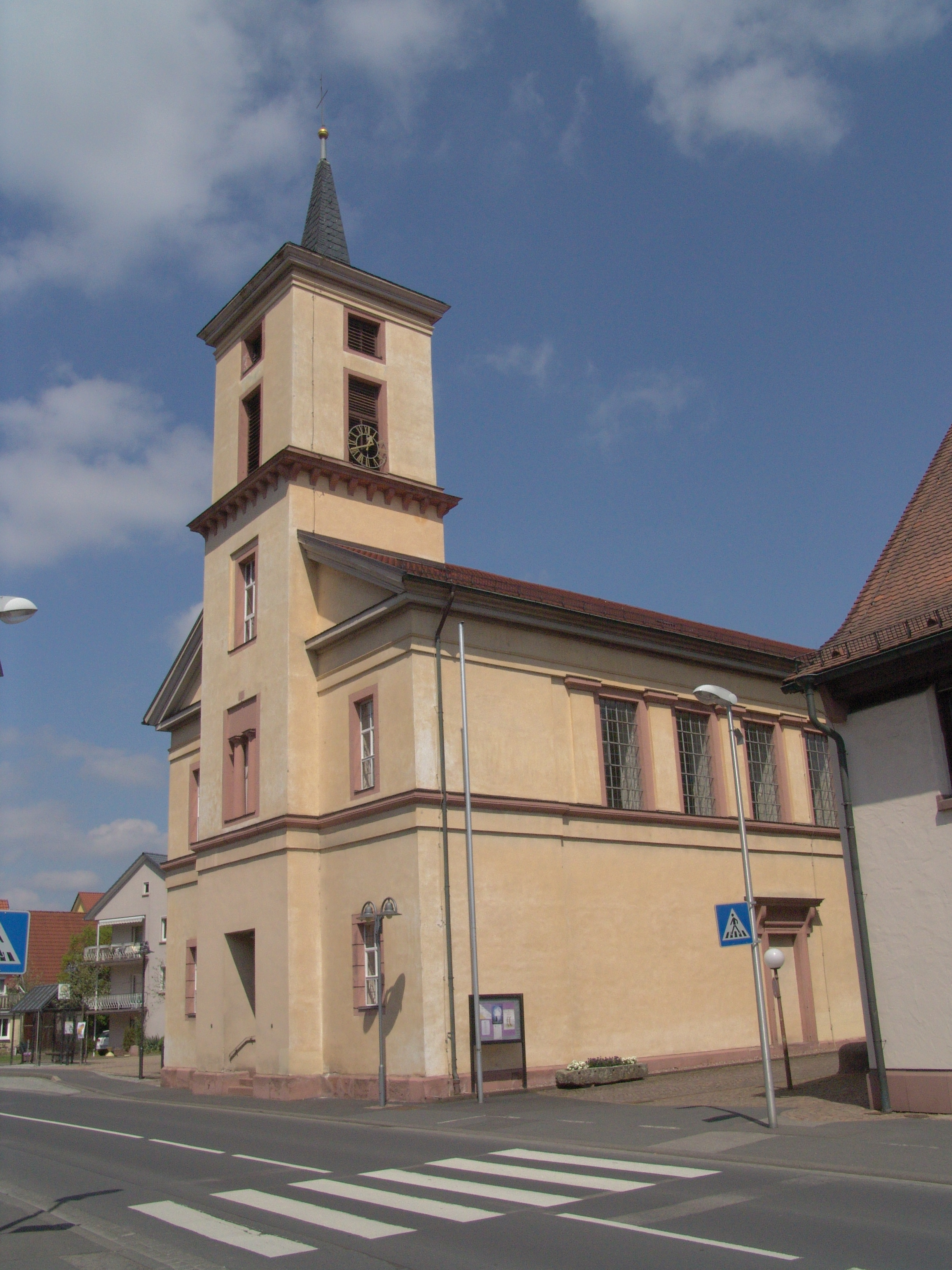
Partenstein, Christuskirche

Die Christuskirche in Partenstein ist eine spätklassizistische Kirche in der Spessart-Gemeinde Partenstein in Franken. Sie gehört zum Dekanatsbezirk Lohr am Main der Evangelisch-Lutherischen Kirche in Bayern.

## Kirche
Die Christuskirche wurde im spätklassizistischen Stil von Johann Schönmann nach Plänen von Johann Philipp Mattlener zwischen 1830 und 1831 errichtet. Die Kirchweih erfolgte am 20. November 1831.
Die politische Gemeinde Partenstein stiftete 1921 die vier Glocken der Kirche. 1958 wurde die Orgel der Kirche mit 15 Registern auf zwei Manualen und Pedal der Firma G. F. Steinmeyer & Co. eingebaut.

## Streit um Kirchplatz-Namen
2016 startete die evangelische Kirchengemeinde aus Anlass des Reformationsjubiläums eine Initiative, den Platz vor der Christuskirche den Namen „Martin-Luther-Platz“ zu geben. Nach einer heftigen Kontroverse im Ort lehnte schließlich der Gemeinderat mit neun zu sechs Stimmen den Antrag der evangelischen Kirchengemeinde ab. Der nun weiterhin namenlose Dorfplatz zwischen Kirche und der Straße „Am Herrenhof“ entzweite katholische und evangelische Christen in dem Ort, die ungefähr gleichstarke Bevölkerungsanteile bilden.